# 阿斯克勒庇俄斯

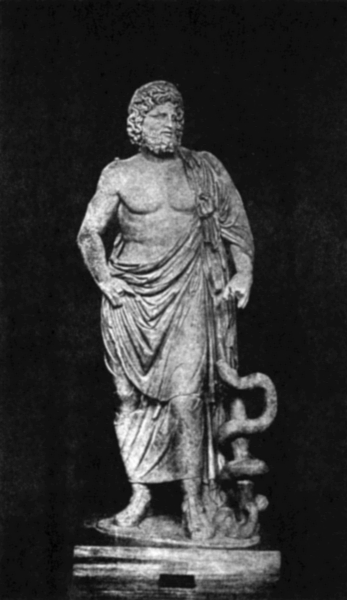
手持蛇杖的阿斯克勒庇俄斯

阿斯克勒庇俄斯，又譯為亞希彼斯，是古希腊神话中的医神，罗马神话稱埃斯库拉庇乌斯（拉丁語：Aesculapius），他是太阳神阿波罗之子，形象為手持蛇杖。他的女儿许癸厄亚 (Hygieia)、伊阿索（Iaso）、阿刻索（Aceso）、帕那刻亚 (Panacea)则是主管清洁、医疗和医药的女神。
相傳古希臘醫師、被譽為「醫學之父」的希波克拉底為阿斯克勒庇俄斯之後裔。據說宙斯以天雷殺死阿斯克勒庇俄斯後，宙斯將其靈魂升上天空，化身成蛇夫座。